# Sedum macdougallii
Sedum macdougallii là một loài thực vật có hoa trong họ Crassulaceae. Loài này được Moran miêu tả khoa học đầu tiên.